# Asfaltomylos
Asfaltomylos is een geslacht van primitieve zoogdieren uit de orde Australosphenida dat tijdens het Midden- tot Laat-Jura in het zuiden van Argentinië leefde. Er is slechts één soort bekend, A. patagonicus. 
De soort is bekend uit een bijna volledige onderkaak met een zestal kiezen en was het eerste zoogdier uit de Jura van Zuid-Amerika dat werd beschreven op basis van fossiele resten. De kaak werd eind 2000 gevonden in Patagonië door de Argentijnse taxidermist Pablo Puerta in de Cañadón Asfalto-formatie in de Argentijnse provincie Chubut. In 2002 werd de vondst door een Duits-Argentijns onderzoeksteam rond Oliver Rauhut voor het eerst beschreven als een nieuw geslacht en type, Asfaltomylos patagonicus. Asfaltomylos was mogelijk een insecteneter, over zijn grootte bestaat geen informatie.
De kiezen van Asfaltomylos hebben al een modernere structuur met complexe snijranden en schurende, malende oppervlakken met drie bultjes. Een dergelijke structuur doet denken aan moderne zoogdieren (Theria, of meer algemeen Tribosphenida). Tot aan de vondsten van Ambondro en Asfaltomylos waren zoogdieren met zulke complexe kiezen, die worden beschouwd als de voorouders van moderne zoogdieren, op zijn vroegst uit het Onder-Krijt van het noordelijk halfrond (Laurasia) bekend. De ontdekking van Ambondro uit het midden-Jura in Madagaskar (1999) was daarom een verrassing, die leidde tot de theorie dat moderne zoogdieren veel eerder ontstonden dan tot dan werd gedacht. Ook zou het ontstaan op Gondwana (op het zuidelijk halfrond) hebben plaatsgevonden. Asfaltomylos toonde echter aan dat de complexe kiezen gecombineerd worden met een primitieve onderkaak, een indicatie van een convergente evolutie van het gebit. De opvatting dat kiezen met bultjes tweemaal bij de zoogdieren zijn ontstaan, werd ook bevestigd door de gedetailleerde studie van de vondst, waaruit blijkt dat het kauwmechanisme aanzienlijk verschilt van dat van moderne zoogdieren.
Zo ondersteunt Asfaltomylos de theorie dat de huidige cloacadieren (eierleggende zoogdieren) en de Theria heel vroeg in de evolutie van elkaar gescheiden zijn. Daarna hebben ze onafhankelijk van elkaar in de loop van hun ontwikkeling molaren ontwikkeld. Deze theorie was kort voor de ontdekking van Asfaltomylos opgezet door een Amerikaans-Pools onderzoeksteam rond Zhexi Luo (zie Australosphenida).